# Promised Land (piosenka)
Promised Land – piosenka napisana i po raz pierwszy nagrana przez Chucka Berry’ego w 1964 roku w jego albumie St. Louis to Liverpool. Wydana w 1965 roku, był to pierwszy singel Berry’ego nagrany po jego zwolnieniu z więzienia w związku z orzeknięciem winy w sprawie Mann Act.
W tekście piosenki, piosenkarz (który identyfikuje siebie jako „the poor boy” – biednego chłopca) opowiada o swojej podróży z Norfolk w Wirginii do „Promised Land” – Ziemi Obiecanej w Kalifornii, zahaczając o różne miasta po drodze. Wersje tej piosenki zostały nagrane również przez wielu innych znaczących artystów.